# Indigo Partners
Indigo Partners ist eine US-amerikanische Private-Equity-Gesellschaft, die sich auf Investitionen in der Luftfahrtbranche spezialisiert hat.  Sie hat ihren Sitz in Phoenix, USA.

## Geschichte und Beteiligungen
Mitgründer Bill Franke ist Vorstandsvorsitzender von Frontier Airlines und von Wizz Air (seit 2004). Von 1993 bis 2001 war er außerdem Vorstandsvorsitzender und CEO von America West Airlines, Vorstandsvorsitzender von Tiger Airways in Singapur von 2004 bis 2009 sowie Vorstandsvorsitzender von Spirit Airlines von 2006 bis 2013.
Bei der Dubai Air Show unterzeichnete Indigo Partners 2017 eine Absichtserklärung zum Kauf von 430 Flugzeuge der A320neo-Familie (273 A320neos und 157 A321neos). 146 Flugzeuge sollen an Wizz, 134 an Frontier, 80 an Volaris und 70 zu JetSmart gehen. Das wäre der bislang größte Einzelauftrag für Airbus. Ende 2017 bestätigte Airbus den Verkaufsabschluss.
Das Portfolio von Indigo Partners umfasst Mehrheitsbeteiligungen an der US-Billigfluggesellschaft Frontier Airlines und am chilenische Start-Up JetSmart. Das Unternehmen ist an der ungarischen Wizz Air und der mexikanischen Volaris beteiligt. Im Frühjahr 2021 hielt Indigo noch 17,5 % der Anteile von Wizz Air. Durch den Verkauf von etwa der Hälfte dieses Anteils an institutionelle Investoren reduzierte Indigo seinen Anteil im März 2021 auf ca. 8,5 % und erzielte etwa 400 Millionen Pfund.
Im November 2021 gab Airbus bekannt, Indigo Partners habe weitere 255 Flugzeuge des Typs Airbus A321 bestellt. Davon solle Wizz Air 102 Maschinen erhalten, Frontier Airlines 91, Volaris 39 und JetSmart 23. Der Beginn der Auslieferung sei für das Jahr 2025 geplant.